# Damtrean
Damtrean (finska: Naisten Kolmonen) är Finlands tredje högsta division i fotboll för damer. Serien är indelad i fyra grupper.

## Grupper
- Helsingfors/Nyland/sydöst
- Satakunta/Åbo/Tammerfors/Åland
- Vasa/Mellersta Österbotten
- Östra-/Mellersta-/Norra Finland